# St. Theresia (Schafhausen)
Koordinaten: 51° 3′ 10″ N, 6° 6′ 43″ O

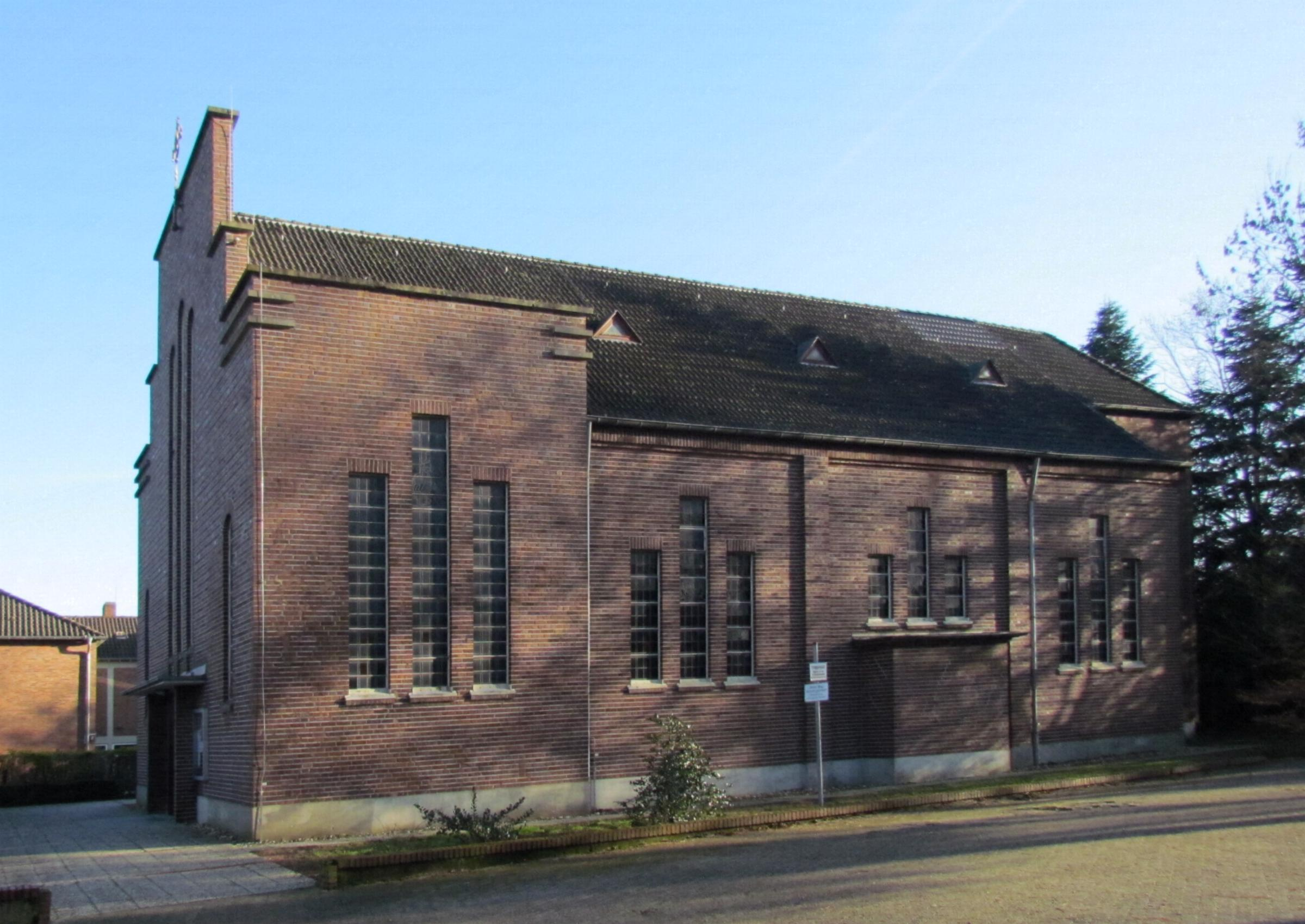
Seitenansicht von St. Theresia

Die Kirche St. Theresia befindet sich im Ortsteil Schafhausen der Stadt Heinsberg in Nordrhein-Westfalen. Sie steht als Baudenkmal unter Denkmalschutz.

## Lage
Die Kirche steht an der Theresienstraße, in der Ortsmitte und ist der Hl. Theresia von Kinde Jesus geweiht.

## Geschichte
Am 26. Juni 1930 beantragte der Kirchenbauverein die Baugenehmigung und legte einen Bauplan von Hubert Dohmen aus Düren vor. Am 21. August 1930 wurde der Grundstein gelegt. Die feierliche Weihe war am 28. Juni 1931. Die Schäden aus den Kriegsjahren 1944/45 waren bis 1952 behoben. 1969 wurde die Kirche renoviert und der Altarraum nach den Plänen von Wilhelm Andermahr aus Wassenberg umgebaut. Am 25. August 1970 wurde der neue Altar geweiht.
Mit anderen Pfarrgemeinden bildet St. Theresia heute die Gemeinschaft der Gemeinden (GdG) Heinsberg-Waldfeucht im Bistum Aachen.

## Architektur
Die Kirche ist eine Saalkirche aus Backstein mit einer breiten Vorhalle und einem eingeschnürten, dreiseitig geschlossenen Chor und einem Dachreiter über dem Altarraum.

## Ausstattung
- Die Orgel mit 16 Registern, und einer mechanischen Traktur aus dem Jahre 1977, wurde von Heinz Wilbrand aus Übach-Palenberg gebaut.
- Im Dachreiter befindet sich eine Glocke aus dem Jahre 1930 von Gießer Schiffers aus Rheydt.
- Die Kirche besitzt eine Buntverglasung.[2]
- In der Kirche stehen ein Altar aus 1970, ein Kruzifix aus 1954, ein Glasgemälde von Ernst Jansen-Winkeln, und verschiedene Heiligenfiguren.
- Der Dachreiter von 1930 wurde 2011 aus statischen Gründen abgerissen. Zurzeit wird durch das Architekturbüro Lennartz aus Erkelenz ein neuer Dachreiter mit der alten Glocke geplant, der im Laufe des Jahres 2015 fertiggestellt werden wird